# Sturt Stony Desert

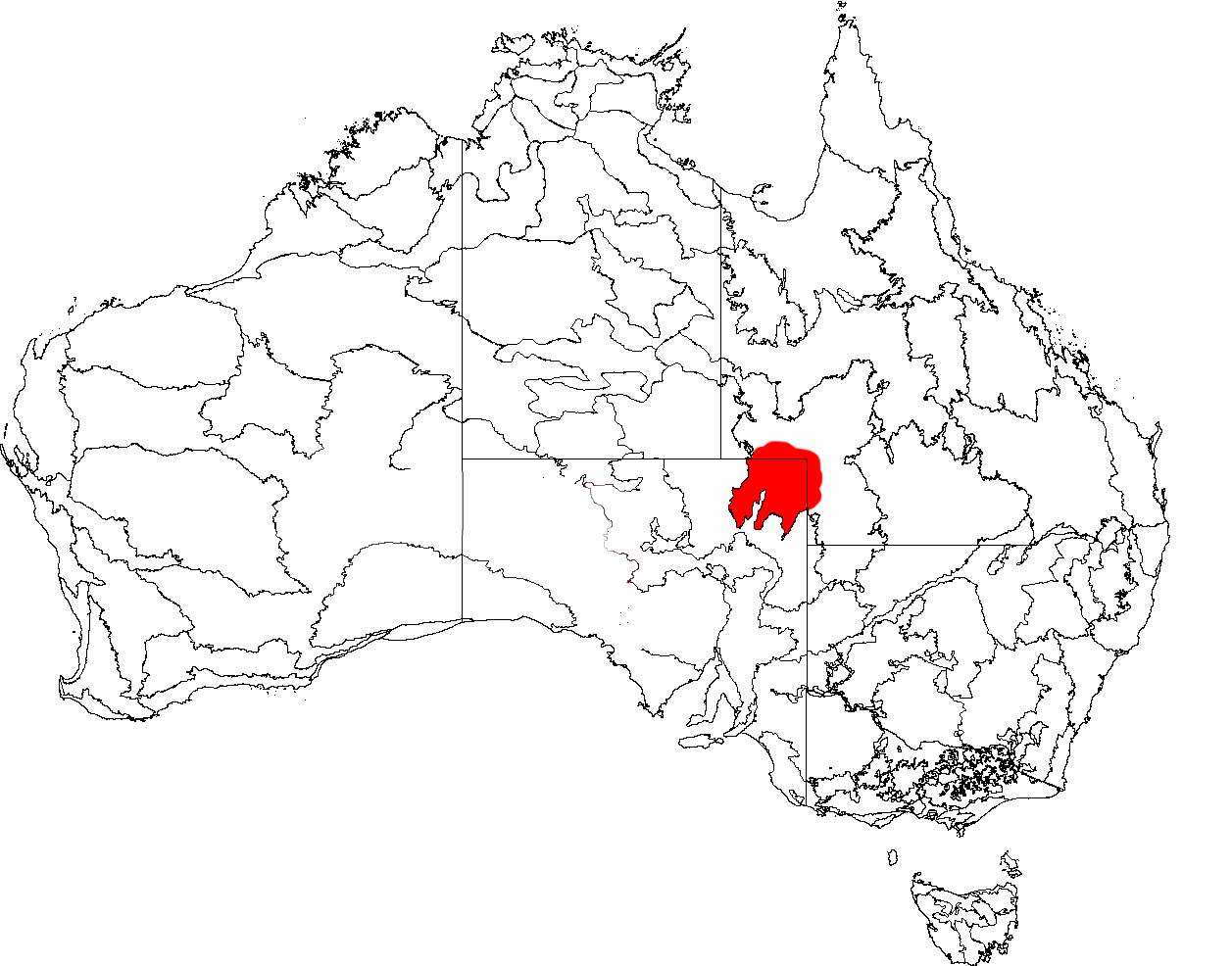
Sturt Stony Desert

Le Sturt Stony Desert (« désert de pierres de Sturt ») est un désert situé au nord-est de l'Australie-Méridionale et nommé ainsi par Charles Sturt en 1844, alors qu'il le traversait pour essayer d'atteindre le centre exact de l'Australie. Les pierres faisaient boiter les chevaux et abimaient les sabots des bovins et des ovins que Sturt avait pris avec lui pour son expédition. 
Le désert de Simpson, plus grand, est situé à l'ouest et le désert Strzelecki au sud-est et le désert de Tirari au sud-ouest. La Birdsville Track est une piste reliant Marree en Australie-Méridionale à Birdsville au Queensland. Il fait partie de l'écorégion Tirari-Sturt stony desert.